# Eagle Claw FC
Der Eagle Claw FC ist ein Fußballverein aus Anguilla, mit Sitz in der Stadt The Valley. In der Saison 2022 nahm der Verein erstmals in der AFA League teil. Die historisch beste Platzierung erreichten die Eagles 2023 mit Platz 5.

## Stadion
Die Heimspielstätte des Uprising Football Club ist das Raymond E. Guishard Technical Centre, das Platz für 1100 Zuschauer bietet.

## Bekannte Spieler
- Jovani Anthony